# Amminoacil-tRNA sintetasi
Una amminoacil-tRNA-sintetasi (numero EC 6.1.1) è un enzima che catalizza l'esterificazione di uno specifico amminoacido (o di un suo precursore) ad uno dei possibili tRNA corrispondenti, a formare un amminoacil-tRNA. Ne esistono 20 in ciascun organismo, una per ogni amminoacido codificato. Ciò significa che ogni gruppo di tRNA isoaccettori viene amminoacilato da un singolo enzima.
La ligasi lega inizialmente una molecola di ATP ed il corrispondente amminoacido (o il suo precursore), a formare un amminoacil-adenilato (con la creazione di una molecola di pirofosfato), che resta adeso all'enzima. Esso lega successivamente la molecola di tRNA appropriata, spostando l'amminoacido dall'adenilato alla coda 3' della molecola del tRNA (in particolare il 2'-OH o il 3'-OH dell'ultima base, A76).
amminoacido + ATP → amminoacil-tRNA + AMP
(amminoacido + ATP → amminoacil-AMP + PPi e amminoacil-AMP + tRNA → amminoacil-tRNA + AMP)
Svolgono un ruolo molto importante, in quanto dotate di un'elevatissima specificità di substrato che consente di legare l'amminoacido appropriato ai relativi tRNA isoaccettori. Si può dire che sono gli enzimi che operano la traduzione dell'informazione genica in quanto assegnano un amminoacido a ciascun anticodone del tRNA. 
Alcune sintetasi presentano anche attività di proofreading, per garantire il corretto appaiamento amminoacido-tRNA: se il tRNA risulta caricato erroneamente, il legame con l'amminoacido viene idrolizzato.

## Meccanismo
La sintetasi lega dapprima ATP e il corrispondente amminoacido (o il suo precursore) per formare un amminoacil-adenilato, liberando il pirofosfato inorganico (PPi). Il complesso adenilato-aaRS lega quindi il braccio D della molecola del tRNA appropriato e l'amminoacido viene trasferito dall'am-AMP al 2'- o al 3'-OH dell'ultimo nucleotide del tRNA (A76) al 3'.
Il meccanismo può essere riassunto nelle seguenti serie di reazioni:
Aminoacido + ATP → Aminoacil-AMP + PPi
Aminoacil-AMP + tRNA → Aminoacyl-tRNA + AMP
Sommando le reazioni, la reazione generale altamente esergica è la seguente:
Aminoacido + tRNA + ATP → Aminoacil-tRNA + AMP + PPi
Alcune sintetasi mediano anche una reazione di editing per garantire un'alta fedeltà di carica del tRNA. Se viene aggiunto il tRNA errato (ovvero si scopre che il tRNA è caricato in modo errato), il legame dell'amminoacil-tRNA viene idrolizzato. Questo può accadere quando due aminoacidi hanno proprietà diverse anche se hanno forme simili, come nel caso di Valina e treonina.
L'accuratezza dell'amminoacil-tRNA sintetasi è talmente elevata da essere spesso associata alla parola "superspecificità" quando viene confrontata con altri enzimi coinvolti nel metabolismo. Sebbene non tutte le sintetasi abbiano un dominio con il solo scopo di editare, esse compensano avendo un legame specifico e l'attivazione dei loro amminoacidi affiliati. Un altro contributo alla precisione di queste sintetasi è il rapporto delle concentrazioni di aminoacil-tRNA sintetasi e del suo tRNA cognato. Poiché la tRNA sintetasi acilia correttamente il tRNA quando la sintetasi è sovraprodotta, deve esistere un limite sui livelli di aaRS e tRNA in vivo.

## Classi
Esistono due classi di amminoacil-tRNA sintetasi:
- la classe I presenta due motivi di sequenza altamente conservati, e amminoacila il 2'-OH;
- la classe II presenta tre motivi di sequenza altamente conservati, e amminoacila il 3'-OH.

L'unica eccezione è la fenilalanil-tRNA sintetasi (PheRS), enzima di classe II che lega la fenilalanina al 2'-OH del tRNAPhe.

## Strutture
Entrambe le classi sono costituite da amminoacil-tRNA sintetasi composte da diversi domini.
Tipicamente, esse presentano un dominio catalitico (dove si svolgono entrambe le reazioni sopra descritte) ed un dominio legante l'anticodone (che interagisce con l'anticodone del tRNA per garantire il legame del corretto amminoacido al tRNA stesso). Alcune altre amminoacil-tRNA sintetasi presentano pure alcuni domini leganti RNA, in grado di rompere eventuali legami tra amminoacidi e tRNA non corrispondenti.
Tutti i domini catalitici delle amminoacil-tRNA sintetasi appartenenti ad una singola classe presentano una elevata somiglianza tra loro. I domini catalitici degli enzimi di classe I e II sono invece molto differenti: gli enzimi di classe I, infatti, presentano il frequente ripiegamento di Rossmann, con una architettura a foglietto β parallelo, mentre quelli della classe II presentano un ripiegamento proteico unico, composto da foglietti beta antiparalleli.

## Evoluzione
La maggior parte degli aaRSs di una data specificità sono evolutivamente più vicini tra loro che a aaRSs di un'altra specificità. Tuttavia, AsnRS e gruppo GlnRS rispettivamente in AspRS e GluRS. La maggior parte degli aaRS di una certa specificità appartengono anche a una singola classe. Tuttavia, ci sono due versioni distinte del LysRS - uno appartenente alla famiglia di classe I e l'altro appartenente alla famiglia di classe II.
Le filogenesi molecolari degli aaRS spesso non sono coerenti con le filogenesi organismiche accettate. Cioè, violano il cosiddetto modello filogenetico canonico mostrato dalla maggior parte degli altri enzimi per i tre domini della vita: Archaea, Batteri ed Eukarya. Inoltre, le filogenesi dedotte per aaRS di diversi amminoacidi spesso non concordano tra loro. Inoltre, i paralogs aaRS all'interno della stessa specie mostrano un alto grado di divergenza tra di loro. Queste sono indicazioni chiare che il trasferimento orizzontale si è verificato più volte durante la storia evolutiva degli aaRS.
Una credenza diffusa nella stabilità evolutiva di questa superfamiglia, nel senso che ogni organismo ha tutti gli aaRS per i corrispondenti aminoacidi è mal concepita. Un'analisi genomica su larga scala su ~ 2500 genomi procariotici ha mostrato che molti di loro mancano di uno o più geni aaRS mentre molti genomi hanno uno o più paraloghi. AlaRS, GlyRS, LeuRS, IleRS e ValRS sono i membri della famiglia più evolutivamente stabili. GluRS, LysRS e CysRS hanno spesso paralogs, mentre AsnRS, GlnRS, PylRS e SepRS sono spesso assenti da molti genomi.
Ad eccezione di AlaRS, è stato scoperto che 19 su 20 AAA umani hanno aggiunto almeno un nuovo dominio o motivo. Questi nuovi domini e motivi variano in funzione e si osservano in varie forme di vita. Una funzione romanzo comune all'interno degli aaRS umani sta fornendo una regolazione aggiuntiva dei processi biologici. Esiste una teoria secondo cui il numero crescente di aaRS che aggiungono domini è dovuto alla continua evoluzione di organismi superiori con elementi costitutivi più complessi ed efficienti e meccanismi biologici. Un elemento chiave di prova di questa teoria è che dopo l'aggiunta di un nuovo dominio a un aaRS, il dominio diventa completamente integrato. La funzionalità di questo nuovo dominio è conservata da quel momento in poi.

## Applicazione in biotecnologia
In alcune delle aminoacil tRNA sintetasi, la cavità che contiene l'amminoacido può essere mutata e modificata per trasportare aminoacidi non naturali sintetizzati in laboratorio e per legarli a specifici tRNA. Questo espande il codice genetico, oltre i venti amminoacidi canonici presenti in natura, per includere anche un amminoacido innaturale. L'amminoacido innaturale è codificato da una tripletta senza senso (TAG, TGA, TAA), un codone quadruplo, o in alcuni casi un codone raro ridondante. L'organismo che esprime la sintetasi mutante può quindi essere geneticamente programmato per incorporare l'aminoacido innaturale in qualsiasi posizione desiderata in qualsiasi proteina di interesse, consentendo ai biochimici o ai biologi strutturali di sondare o modificare la funzione della proteina. Ad esempio, si può iniziare con il gene per una proteina che lega una certa sequenza di DNA e, dirigendo un amminoacido innaturale con una catena laterale reattiva nel sito di legame, creare una nuova proteina che tagli il DNA all'obiettivo -sequence, piuttosto che legarlo.
Mutando amminoacil tRNA sintetasi, i chimici hanno esteso i codici genetici di vari organismi per includere aminoacidi sintetizzati in laboratorio con tutti i tipi di proprietà utili: fotoreattivo, metallo-chelante, xeno-chelante, reticolazione, spin-risonante, fluorescente, biotinilato e amminoacidi redox-attivi. Un altro uso è l'introduzione di amminoacidi contenenti gruppi funzionali reattivi per modificare chimicamente la proteina bersaglio.
La causalità di alcune malattie (come patologie neuronali, cancro, condizioni metaboliche alterate e disordini autoimmuni) è stata correlata a specifiche mutazioni di aminoacil-tRNA sintetasi. Charcot-Marie-Tooth (CMT) è il più frequente disturbo ereditario del sistema nervoso periferico (una malattia neuronale) ed è causato da una mutazione ereditaria nel glicol-tRNA e tirosil-tRNA. Il diabete, una malattia metabolica, induce lo stress ossidativo, che innesca un accumulo di mutazioni del tRNA mitocondriale. È stato anche scoperto che il tRNA sintetasi può essere parzialmente coinvolto nell'eziologia del cancro. È stato osservato un alto livello di espressione o modifica di aaRS in un intervallo di tumori. Un risultato comune delle mutazioni degli aaRS è un disturbo della forma / formazione dimero che ha una relazione diretta con la sua funzione. Queste correlazioni tra gli aaRS e alcune malattie hanno aperto una nuova porta alla sintesi delle terapie.

## Domini non catalitici
Le nuove aggiunte di domini ai geni aaRS sono accrescitive e progressive all'albero della vita. La forte pressione evolutiva per questi piccoli domini proteici non catalitici ha suggerito la loro importanza. I risultati a partire dal 1999 e successivamente hanno rivelato uno strato di biologia precedentemente non riconosciuto: queste proteine controllano l'espressione genica all'interno della cellula di origine e quando agiscono esercitano il controllo omeostatico e dello sviluppo in specifici tipi di cellule umane, tessuti e organi durante lo sviluppo adulto o fetale o entrambi, compresi i percorsi associati all'angiogenesi, all'infiammazione, alla risposta immunitaria, al bersaglio meccanicistico della segnalazione di rapamicina (mTOR), all'apoptosi, all'oncogenesi, all'interferone gamma (IFN-γ) e alla segnalazione di p53.